# Pesthuys

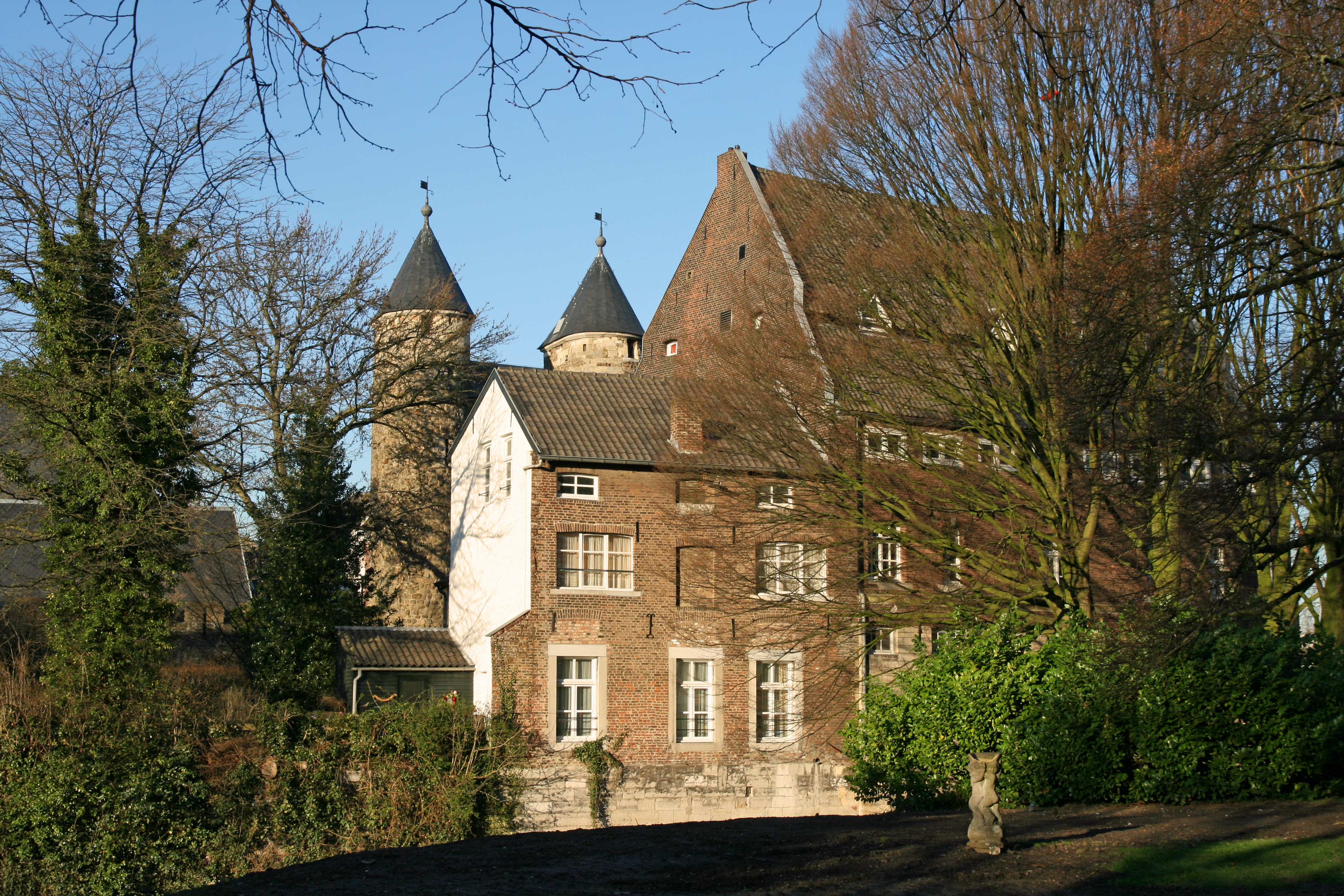
Papiermolen Het Ancker. Op de achtergrond de torens van de Helpoort

Het Pesthuys is de algemeen gangbare benaming voor de voormalige papiermolen Het Ancker, een watermolen annex papierfabriek op de Jeker te Maastricht. Het gebouw ligt in het Jekerkwartier aan de straat De Vijf Koppen, nabij het gelijknamige rondeel en tegenover de Helpoort.

## Naamgeving
De naam 'Het Ancker' is mogelijk overgenomen van een 15e-eeuwse bolwerk dat hier lag. De latere benaming 'Pesthuys' is in feite onterecht, aangezien het gebouw nooit de functie van pesthuis heeft gehad. Waarschijnlijk leidde de nabijheid van barakken voor pestlijders vóór de 18e eeuw tot deze onjuiste benaming.
Stroomopwaarts lag eveneens een watermolen met een verwarrende naam, de molen De Vijf Koppen, die dichter bij het rondeel Haet ende Nijt dan bij het rondeel De Vijf Koppen lag. De benaming heeft mogelijk in de 19e eeuw tot verwarring geleid over de juiste naamgeving van de Nieuwstadfortificaties. Zo duidden de tekenaars en amateurhistorici Philippe van Gulpen en Jan Brabant het rondeel Haet ende Nijt steevast aan als De Vijf Koppen. Beide rondelen en beide watermolens liggen in de laat-15e-eeuwse Nieuwstad-uitbreiding.

## Geschiedenis
Het Ancker was oorspronkelijke een kruitmolen, in 1546 gebouwd door de salpetermaker Gerard van Metz, en had oorspronkelijk twee waterraderen. Anthonie Schetz, militair gouverneur in Spaanse dienst van 's-Hertogenbosch, later graaf van Grobbendonck, berichtte in 1594 dat er vanuit een aanpalend huis van De Ancker een aanslag werd voorbereid, waarbij aanhangers van de prins van Oranje een deel van de Maaswal zouden opblazen.
In 1773 ontplofte de polfermolen. De Maastrichtse advocaat en vice-hoogschout Willem Frederik de Jacobi liet daarop in 1775 een papierfabriek bouwen die eveneens gebruik maakte van waterkracht. In de 19e eeuw werkten hier twintig mensen. Ook het tegenoverliggende pand Vijfkoppen 2 was in die tijd in gebruik door de papierfabriek. Na de aanleg van het Kanaal Luik-Maastricht (1847-50) raakte de watermolen door verslibbing van de Jeker buiten gebruik en in 1876 werd hij ontmanteld.
Het complex is in gebruik als woning en vestzaktheater, het Pesthuystheater.

## Beschrijving
Het grote vrijstaande gebouw is voornamelijk opgetrokken uit baksteen, mergelblokken en Naamse steen. De noord- en oostgevel zijn gewit; aan de oostgevel zijn muurankers aangebracht met A o 1775. De westgevel ligt aan de rivier de Jeker. Het onderste deel van deze gevel is een restant van een 15e-eeuwse stadsmuur, de eerste uitbreiding van de Nieuwstad, die slechts enkele decennia in gebruik is geweest. Opvallend is de knik in het hoog opgaande zadeldak. Het gebouw is sinds 1966 een rijksmonument.

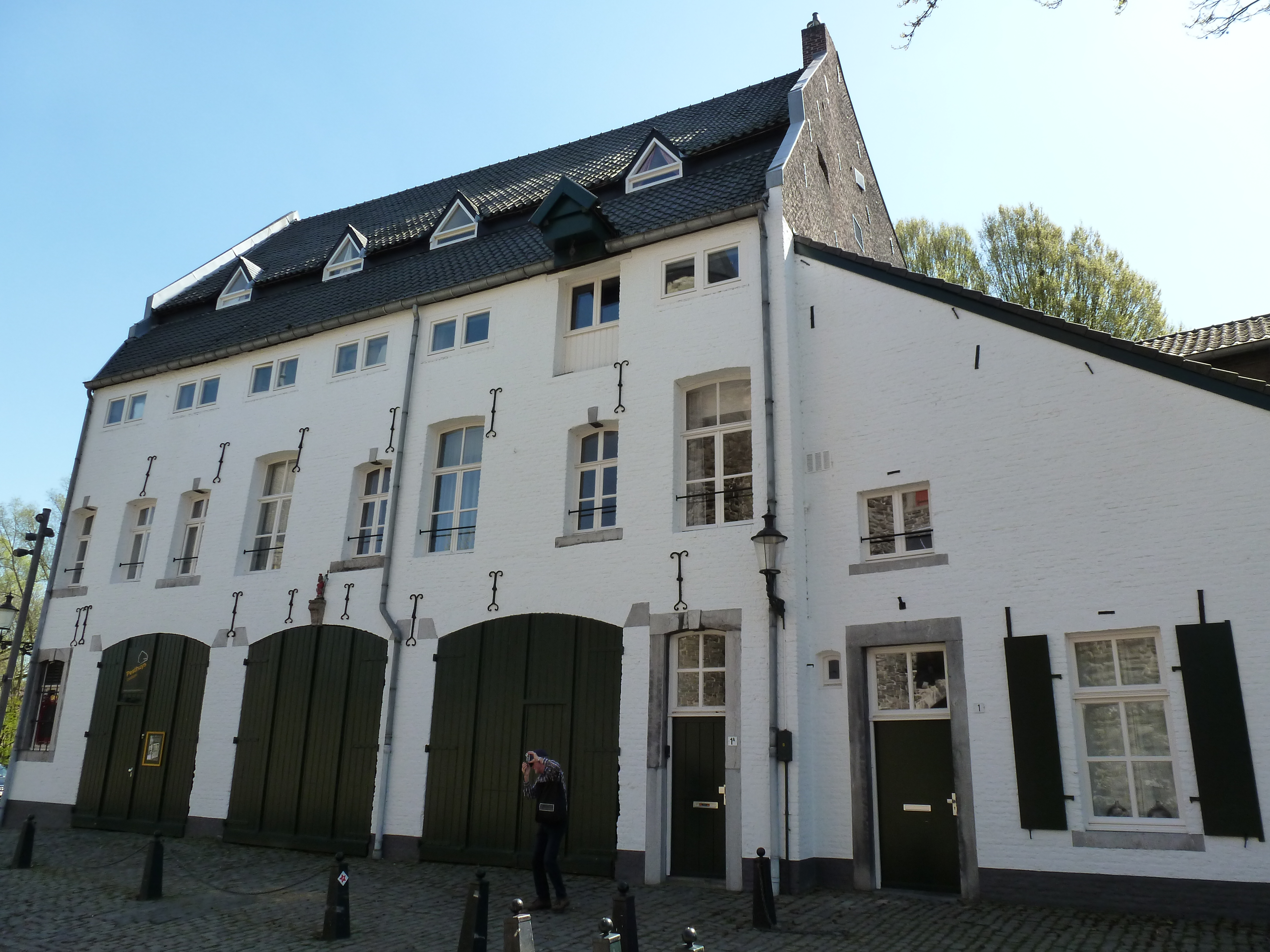
Noordgevel met poorten
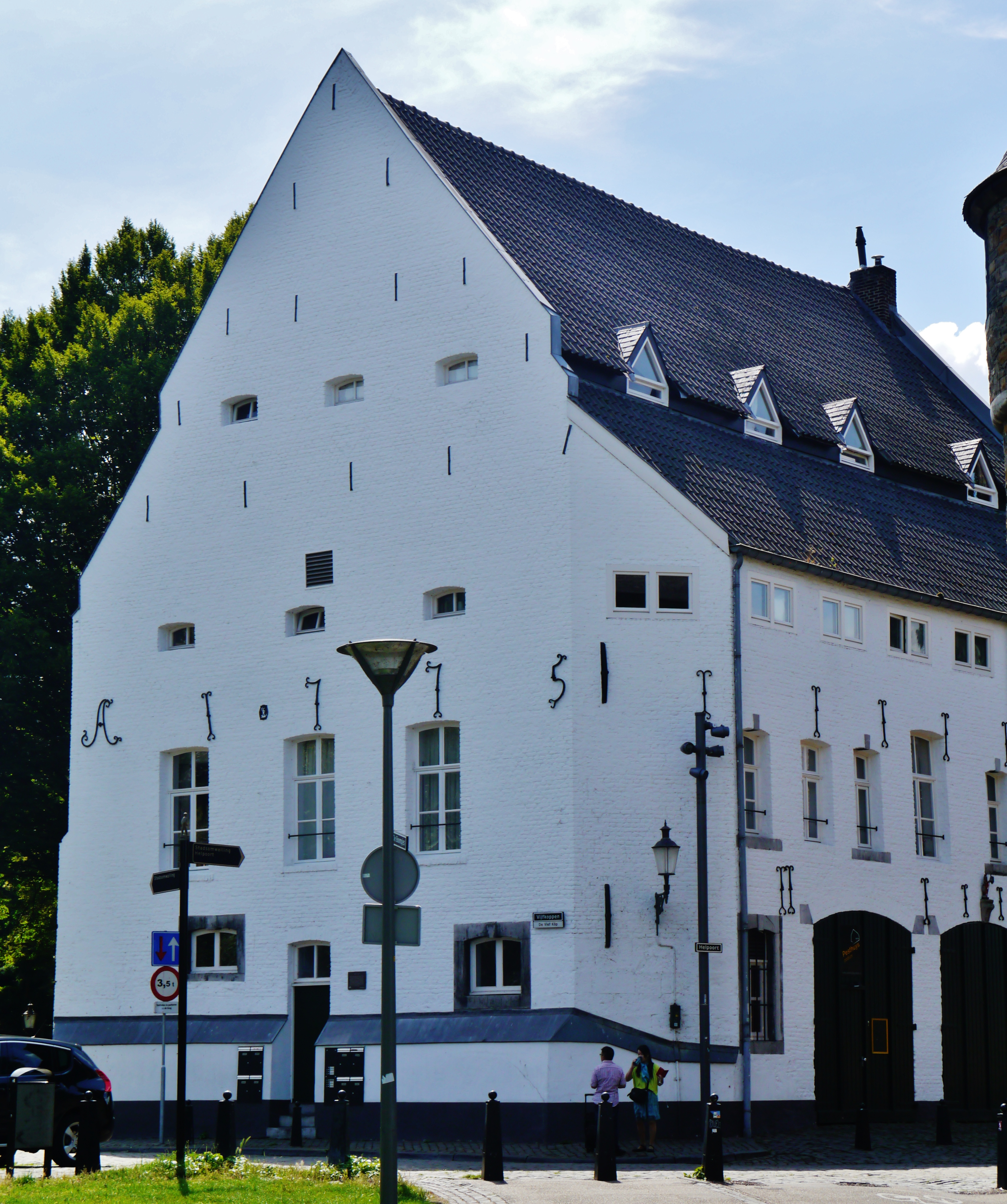
Oostgevel met muurankers
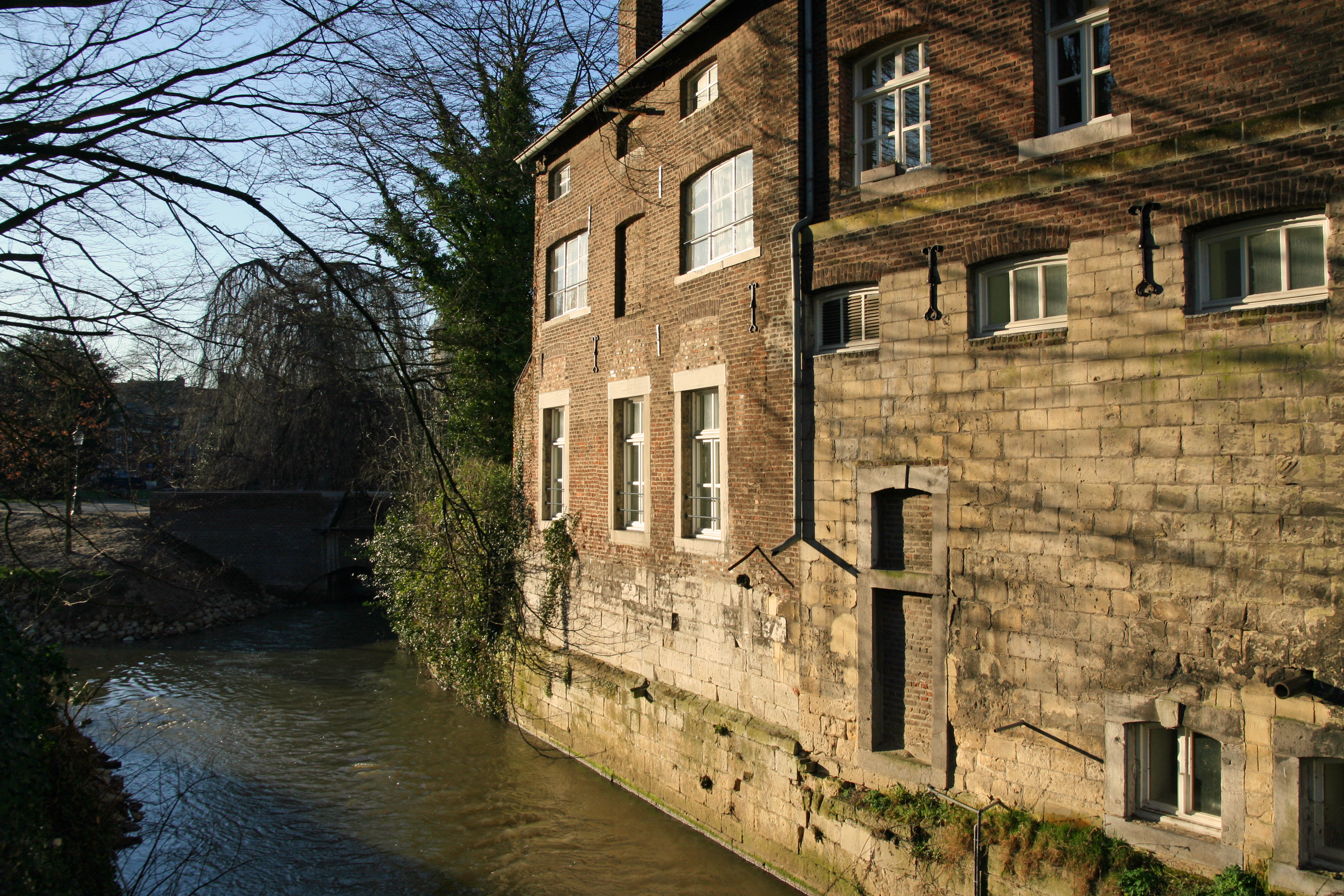
Westgevel en Jeker
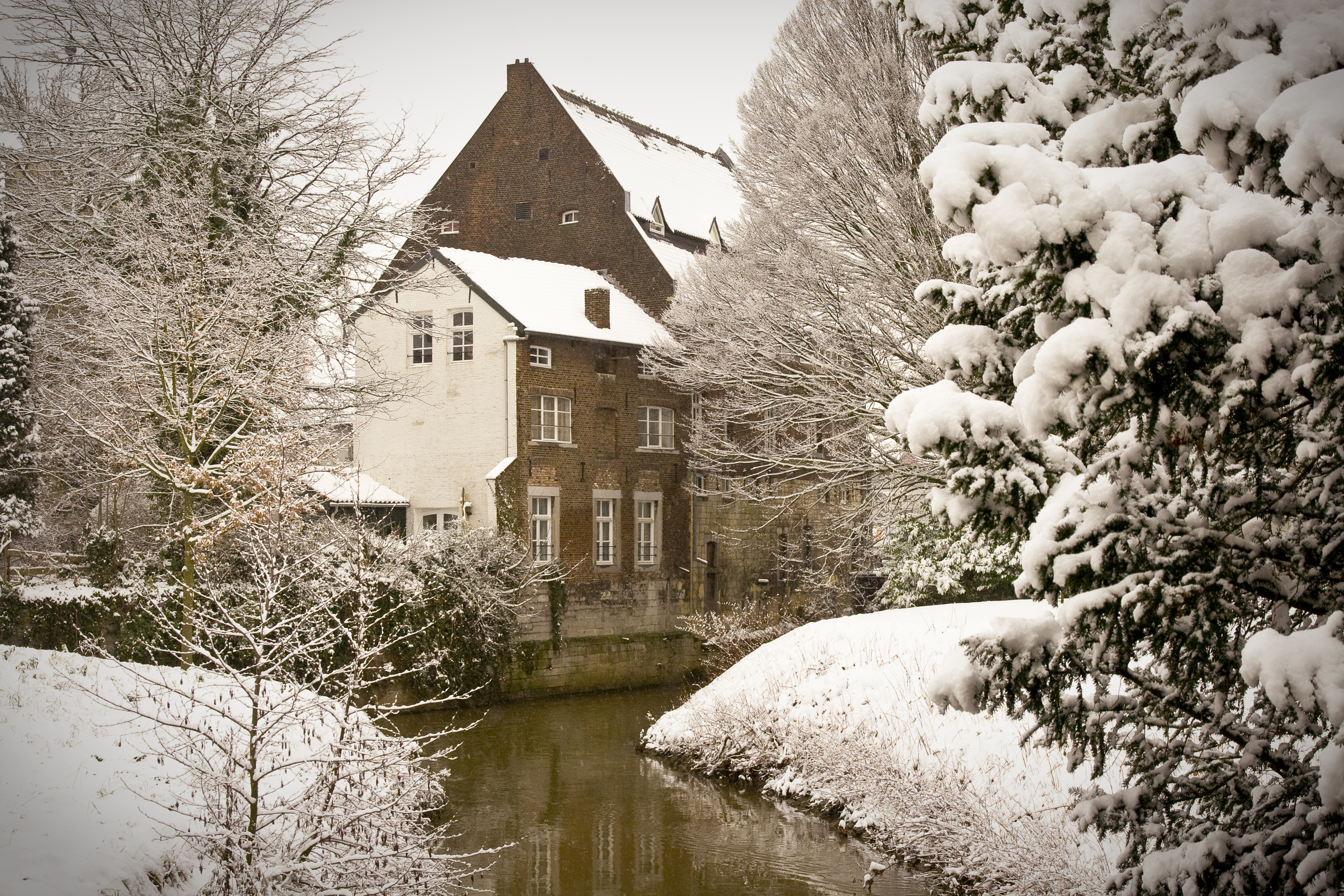
Zuidwestelijk aanzicht